# کایپرس‌فیر
کایپرس‌فیر (به هلندی: Kuipersveer) یک منطقهٔ مسکونی در هلند است که در بینن‌ماس واقع شده‌است.